# Comenzaré
Comenzaré es el nombre del álbum debut del cantante puertorriqueño Luis Fonsi. Se lanzó al mercado por Universal Music Latino el 15 de septiembre de 1998. El disco fue certificado como Disco Platino por haber vendido más de 60 000 copias.

## Contenido y lanzamiento
Contiene 2 videos sencillos de: "Perdóname" y "Si tú quisieras". El álbum sólo fue lanzado al mercado a Puerto Rico y Estados Unidos. Este disco, que está formado en su mayor parte por baladas, tiene algunas canciones rítmicas, en una de las cuales, "Tu calor", juega con la música disco. El título del disco, tomado de una canción del mismo, se refiere al inicio del cantante como solista. 

## Lista de canciones
| Comenzaré |                                |                                |          |  |
| N.º       | Título                         | Escritor(es)                   | Duración |  |
| 1.        | «Si tú quisieras»              | Alfredo Matheus                | 4:27     |  |
| 2.        | «Comenzaré»                    | Alfredo Matheus                | 3:53     |  |
| 3.        | «Perdóname»                    | Camilo Sesto                   | 3:57     |  |
| 4.        | «Tu calor»                     | Carlos Sánchez · Grant T. Road | 3:53     |  |
| 5.        | «Dime cómo»                    | Alfredo Matheus                | 3:42     |  |
| 6.        | «Yo frente al amor»            | Alejandro Vezzani              | 3:15     |  |
| 7.        | «Por Ella (Amor de una noche)» | Francisco Céspedes             | 3:40     |  |
| 8.        | «Tres veces no»                | Juan Carlos Calderón           | 3:26     |  |
| 9.        | «Me iré»                       | Alfredo Matheus                | 3:37     |  |
| 10.       | «Ya no sé querer»              | Jaime Ciero                    | 4:19     |  |
| 38:07     |                                |                                |          |  |

## Posicionamiento en listas
| Listas (2000)                     | Mejor posición |
| --------------------------------- | -------------- |
| Estados Unidos (Top Latin Albums) | 27             |
| Estados Unidos (Latin Pop Albums) | 12             |

## Certificaciones
| País           | Organismo certificador | Certificación   | Ventas certificadas | Ref   |
| -------------- | ---------------------- | --------------- | ------------------- | ----- |
| Estados Unidos | RIAA                   | Platino (Latin) | 60 000              | [ 1 ] |